# Moldàvia (Romania)

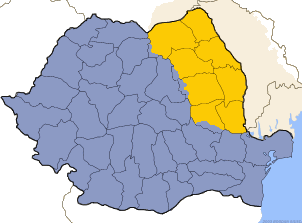
Ubicació de Moldàvia dins de Romania

Moldàvia (en romanès Moldova) és una regió geogràfica i històrica del nord-est de Romania. Conforma la part occidental de la regió històrica de Moldàvia. La República de Moldàvia, a l'altra banda del riu Prut, n'és la part oriental; avui dia és un estat independent i formava part de Romania abans de l'ocupació soviètica.
La Moldàvia romanesa és constituïda per vuit comtats, amb 46.173 km² (el 19,5% de Romania). La població total és d'uns 4,7 milions d'habitants (el 21,6% de la població romanesa).

## Divisions històriques i administratives
Històricament, Moldàvia es divideix en quatre regions: la Bessaràbia, el Budjac, la Bucovina i la regió de Herţa. D'aquestes, només la part meridional de la Bucovina forma part de l'actual Romania. Bessaràbia designava principalment el territori avui ocupat per la República de Moldàvia, i el Budjac i la regió de Herţa formen avui part d'Ucraïna.
Els vuit comtats de la Moldàvia romanesa són:
- Bacău
- Botoşani
- Galaţi
- Iaşi
- Neamţ
- Suceava
- Vaslui
- Vrancea

## Història

### Primers pobladors
El país ja era poblat en el baix Paleolític, com ho mostren els trobades de les coves de Stare Durvitory i la gruta Vykhvatinstsy. De l'alt paleolític hi ha les restes de Brynzeny, Rashkov i Cutulesti, i del messolític les viles de Frumuşica i Sarateni.
També hi ha troballes del Neolític datades del 5-6000 aC, als monts Soroki, entre el Bug i el Nistru. Del IV mil·lenni data la primera cultura important, la de Boian i Tripolje, a Vavarovka, Stare Caracuşani i Kuban. També es van trobar rests d'enterraments a turons a Vikhvatintsi. En tots ells s'usava la banya, l'os i el coure, i es feia molta terrissa.
Cap al III mil·lenni la cultura de Tripolje arribà al Dnièper i als Carpats, i fou substituïda per la Cultura Noua, de bronze i formada per pastors nòmades, com ho mostren les viles de Gindeşti, Tudorovo i Oloneşti i el tresor de Korbuna (II mil·lenni aC). Però la primera unitat política coneguda no es formaria fins al segle ii aC, la Confederació tribal dels Bastarnae.
Entre els segles iii i iv aC fou habitat pels tracis (getes i tracis). Els getes construïren fortificacions a Butuceni i Sakharna, i mantingueren contactes amb les colònies gregues del mar Negre, com ho mostren les monedes de Tyras (després Belgorod-Dnestrovskij) i restes d'àmfores gregues.
El primer poble conegut del país foren els dacis, poble indoeuropeu potser d'origen traci (són els αγατίρσοσ d'Heròdot) i que ocupaven tot el territori de l'actual Romania inclosa Moldàvia. Arribarien a constituir un regne poderós sota el règim del cabdill Burbitsa (60-45 aC), qui es proclamà rei amb el suport del sacerdot Dekainos i que basà el seu poder en el tràfic d'esclaus, però a la seva mort va dividir el regne en cinc parts.
Cap al 57 els romans ocuparen Tyras i faran les primeres fortificacions de limes als marges del Nistru. Però el 84 Decèbal, successor de Duras, reunificarà un altre cop el regne dels dacis i plantarà cara als romans. Vencé les tropes d'Api Fabi i rebutjà les legions de Corneli Fosc, però finalment fou vençut per Trajà. Es va suïcidar el 107 i els romans ocuparen novament el regne.
Cap al 107 Trajà va fer construir dues muralles de contenció, entre les actuals Cahul i Vulcaneşti la primera (entre el 101 i 102) i la segona entre Taraclia i Leova (el 105-106). El territori serà incorporat a l'Imperi Romà, però no com a part de la Dàcia. Endemés, el territori fou entregat als gots el 271 per l'emperador Lluci Domici Aurelià, i hi establiren un regne pròsper.

### El voivodat de Moldàvia
Fins a començaments del segle xiv, l'actual territori conegut com a Moldàvia formava un nombre definit de judeţe (districtes) governats per un jude (jutge) i reunits sota un voevod (terme eslau), i un conjunt de diverses viles sense unitat i organització, abandonades de l'Imperi però no ocupades pels bàrbars i sota llunyana autoritat del voivoda.
El principat de Moldàvia es crearà en el segle xiv i tindrà la base sobre el riu Moldova, com a vassall d'Hongria que s'independiitzarà el 1359 després de lluitar contra els nobles hongaresos. La capital era la vila de Baia (de l'hongarès Banyá, "mina"), fundada pels saxons, que l'anomenaven Mulda (Moldvabanyá en hongarès), i després ho serà Suceava fins que en el segle xvi passarà a Iaşi. Englobava totes les actuals Moldàvia, Bessaràbia i Bucovina. El cap era el hospodar, que tenia el poder suprem i era assessorat pel divan o assemblea de notables.
Es mantindrà el dret consuetudinari, que era aplicat pels Ameni buni şi batrâni (Homes bons i vells); la contribució es repartia entre els ancians de la vila; la guerra la feien en companyies de parents comandades per un vataman (terme que prové de l'aleamany hauptmann), alguns amb terres concedides pels prínceps. Aquests foren anomenats més tard boiar (terme eslau), com els de Somus, Ciartoraia (Czartoryski) i Dorohoiu, que ajudaran a bastir el nou estat. Els Dorohoiu dominaven l'artèria comercial amb Crimea, Caucas i Galítsia. S'hi establirien alemanys i armenis, qui activaren el comerç a Suceava, Siretiu, Botosani i Iasi.
El càrrec de voivoda, cap militar i polític que establirà un bisbat a Crociuna, serà dominat pels prínceps de la família Basarab, procedents de la província d'Argeş, establerts al marge esquerre del Danubi (actualment Bessaràbia, en honor seu) en constant lluita contra polonesos i tàtars, i que cediran terres als alters nobles per tal de guanyar-se’ls. El centre era la vila de Chilia (Licostomo per als genovesos), i els genovesos havien establit una colònia a Moncestro (avui Cetatea Alba) el 1400.
La llengua oficial serà l'eslavònic entre els segles XIV i XVI, però des d'aleshores serà substituït pel romanès. Des del segle xvi s'incrementaren les taxes sobre el poble. I ja el 1490-1492 patiren les revoltes pageses de Mukha.
Vegeu també: Llista de governants de Moldàvia